# Bentleya spinescens
Bentleya spinescens là một loài thực vật có hoa trong họ Pittosporaceae. Loài này được E.M.Benn. mô tả khoa học đầu tiên năm 1986.